# Diamond Games 2015
Diamond Games 2015 (відомий як BNP Paribas Fortis Diamond Games 2015 за назвою спонсора) — тенісний турнір, що пройшов на закритих кортах з твердим покриттям. Це був 8-й за ліком Diamond Games. Належав до категорії Premier у рамках Туру WTA 2015. Відбувся в Sportpaleis Merksem у Антверпені (Бельгія). Тривав з 9 до 15 лютого 2015 року.

## Нарахування очок
| Дисципліна       | П   | Ф   | ПФ  | ЧФ  | 1/8 | 1/16 | Q   | Q3  | Q2  | Q1  |
| Одиночний розряд | 470 | 305 | 185 | 100 | 55  | 1    | 25  | 18  | 13  | 1   |
| Парний розряд    | 470 | 305 | 185 | 100 | 1   | Н/Д  | Н/Д | Н/Д | Н/Д | Н/Д |

## Призові гроші
| Дисципліна       | П        | Ф       | ПФ      | ЧФ      | 1/8     | 1/161  | Q3     | Q2     | Q1   |
| Одиночний розряд | $124,000 | $66,000 | $35,455 | $19,050 | $10,220 | $5,580 | $2,920 | $1,555 | $860 |
| Парний розряд*   | $39,000  | $20,650 | $11,360 | $5,875  | $3,140  | Н/Д    | Н/Д    | Н/Д    | Н/Д  |

1Кваліфаєри отримують і призові гроші 1/16 фіналу.

*на пару

## Учасниці основної сітки в одиночному розряді

### Сіяні
| Країна     | Гравчиня             | Рейтинг1 | Посіяна |
| ---------- | -------------------- | -------- | ------- |
| Канада     | Ежені Бушар          | 7        | 1       |
| Німеччина  | Анджелік Кербер      | 10       | 2       |
| Німеччина  | Андреа Петкович      | 12       | 3       |
| Чехія      | Луціє Шафарова       | 15       | 4       |
| Іспанія    | Карла Суарес Наварро | 17       | 5       |
| Словаччина | Домініка Цібулкова   | 18       | 6       |
| Франція    | Алізе Корне          | 19       | 7       |
| Чехія      | Кароліна Плішкова    | 22       | 8       |

- 1 Рейтинг подано станом на 2 лютого 2015.

### Інші учасниці
Нижче наведено учасниць, які отримали вайлдкард на участь в основній сітці:
- Алісон ван Ейтванк
- Яніна Вікмаєр

Нижче наведено гравчинь, які пробились в основну сітку через стадію кваліфікації:
- Катерина Бондаренко
- Інді де Вроме
- Клартьє Лібенс
- Франческа Ск'явоне

### Знялись з турніру
Під час турніру
- Карла Суарес Наварро (травма шиї)

### Знялись
- Сільвія Солер Еспіноза (травма правого плеча)

## Учасниці основної сітки в парному розряді

### Сіяні
| Країна     | Гравчиня                | Країна   | Гравчиня              | Рейтинг1 | Сіяна |
| ---------- | ----------------------- | -------- | --------------------- | -------- | ----- |
| Іспанія    | Анабель Медіна Гаррігес | Іспанія  | Аранча Парра Сантонха | 63       | 1     |
| Нідерланди | Міхаелла Крайчек        | Румунія  | Моніка Нікулеску      | 69       | 2     |
| Польща     | Клаудія Янс-Ігначик     | Словенія | Андрея Клепач         | 85       | 3     |
| Канада     | Габріела Дабровскі      | Польща   | Алісія Росольська     | 113      | 4     |

- 1 Рейтинг подано станом на 2 лютого 2015.

### Інші учасниці
Нижче наведено пари, які отримали вайлдкард на участь в основній сітці:
- Домініка Цібулкова /  Кірстен Фліпкенс
- Ан-Софі Месташ /  Алісон ван Ейтванк

### Знялись з турніру
Під час турніру
- Моніка Нікулеску (травма правого стегна)

## фінал

### Одиночний розряд
- Андреа Петкович —  Карла Суарес Наварро, walkover

### Парний розряд
- Анабель Медіна Гаррігес /  Аранча Парра Сантонха —  Ан-Софі Месташ /  Алісон ван Ейтванк, 6–4, 3–6, [10–5]